# Игнатьев, Никита Алексеевич
Игнатьев Никита Алексеевич (род. 21 июня 1992 года, Новосибирск) — российский спортсмен, гимнаст, чемпион России, двукратный чемпион Европы, Европейских игр и Универсиады.

## Биография
Начал заниматься спортивной гимнастикой с 1997 года. В 2003 году переехал в городе Ленинск-Кузнецкий, где занимался спортивной гимнастикой в СДЮСШОР. В 2010 поступил в Кузбасскую государственную педагогическую академию. Учась в КузГПА, выступил в составе сборной России по спортивной гимнастике и завоевал золотую медаль. В марте 2014 на чемпионате России завоевал серебряную медаль. В мае 2014 года завоевал золотую медаль в командном первенстве на Чемпионате Европы в Софии. В августе 2014 года занял первое место в многоборье на Кубке России. В 2015 году стал чемпионом Европейских игр и завоевал несколько личных медалей: серебро в упражнениях на кольцах, бронзовую медаль в упражнениях на перекладине и бронзовую медаль в абсолютном первенстве.
В апреле 2019 года вместе с Ксенией Клименко представил Россию в Токио на этапе Кубка мира по спортивной гимнастике в многоборье и занял 4-е место.

## Семья
Родился в Новосибирске 21 июня 1992 года. Женат.